# Sverre Istad
Sverre Geir Istad (* 3. Januar 1965 in Voss) ist ein früherer norwegischer Biathlet.
Sverre Istad ist der Sohn des Weltmeisters und Olympiamedaillengewinners Jon Istad und Cousin von Gro Marit Istad-Kristiansen. Er war für Voss IL aktiv. Er nahm erstmals 1987 an Biathlon-Weltmeisterschaften teil und wurde 28. im Sprint. Höhepunkt der Karriere wurden die Olympischen Winterspiele 1988 in Calgary. Im Sprint wurde er nach einem Fehler im Liegend- und vier Fehlern im Stehendschießen zeitgleich mit Lyle Nelson 30. Bei den durch Wetterkapriolen an mehreren Orten ausgetragenen Biathlon-Weltmeisterschaften 1990 wurde Istad am Holmenkollen in Oslo 25. des Sprints und mit Geir Einang, Frode Løberg und Gisle Fenne Sechster des Mannschaftsrennens. 1991 gewann der Norweger im Mannschaftsrennen mit Jon Åge Tyldum, Ivar Ulekleiv und Løberg hinter dem Team aus Italien die WM-Silbermedaille.
National gewann Istad zwischen 1984 und 1993 zwölf Medaillen, darunter sieben Titel. Sein erfolgreichstes Jahr hatte er 1990, als er in Voss nicht nur im Staffel- und Mannschaftsrennen gewann, sondern mit dem Titel im Sprint auch seinen einzigen Einzeltitel erlangen konnte. Mit der Staffel und der Mannschaft der Region Buskeruds gewann er an der Seite von Athleten wie Gisle Fenne, Eirik Kvalfoss, Magne Istad, Lars Fosse und Terje Breivik sechs Titel.

## Weltcup-Platzierungen
Die Tabelle zeigt alle Platzierungen (je nach Austragungsjahr einschließlich Olympische Spiele und Weltmeisterschaften).
- 1.–3. Platz: Anzahl der Podiumsplatzierungen
- Top 10: Anzahl der Platzierungen unter den ersten zehn (einschließlich Podium)
- Punkteränge: Anzahl der Platzierungen innerhalb der Punkteränge (einschließlich Podium und Top 10)
- Starts: Anzahl gelaufener Rennen in der jeweiligen Disziplin
- Staffel: inklusive Mixed-Staffel

| Platzierung                               | Einzel | Sprint | Verfolgung | Massenstart | Team | Staffel | Gesamt |
| ----------------------------------------- | ------ | ------ | ---------- | ----------- | ---- | ------- | ------ |
| 1. Platz                                  |        |        |            |             |      |         |        |
| 2. Platz                                  |        |        |            |             | 1    |         | 1      |
| 3. Platz                                  |        |        |            |             |      |         |        |
| Top 10                                    |        | 1      |            |             | 2    |         | 3      |
| Punkteränge                               |        | 2      |            |             | 2    |         | 4      |
| Starts                                    |        | 4      |            |             | 2    |         | 6      |
| Stand: Karriereende, Daten nicht komplett |        |        |            |             |      |         |        |